# Cumberlandismo

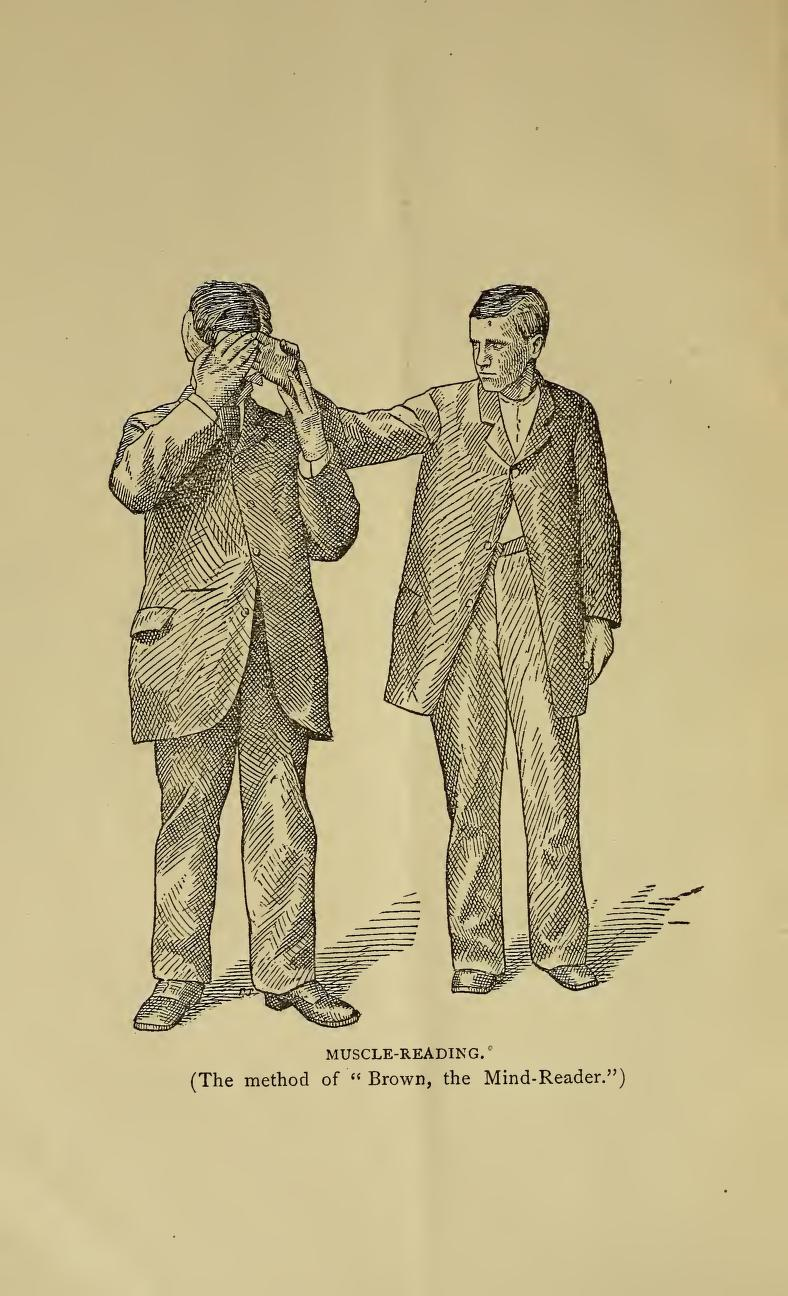
Ilustração sobre cumberlandismo

Cumberlandismo ou adivinhação por contato é um fenômeno tanto espontâneo como produzido por meios técnicos no qual quem o executa pode "ler" os pensamentos de outras pessoas por Hiperestesia. Pois foi demonstrado que qualquer pensamento gera uma reação física mínima que pode ser sentida por pessoas ultra-sensíveis e mesmo sentido, "lido" e daí interpretado o pensamento pelos praticantes de cumberlandismo.
O nome provém de Stuart Cumberland, provavelmente quem descobriu o tal fenômeno e muito o praticou em exibições públicas de Ilusionismo.

## Referência bibliográfica
- Oscar Gonzalez Quevedo. A Face Oculta da Mente